# Just for Love
Just for Love är ett musikalbum av Quicksilver Messenger Service som lanserades i augusti 1970 på Capitol Records. Gruppens ledare och grundare Dino Valenti som återvänt efter en fängelsevistelse på det förra albumet Shady Grove skrev åtta av det här albumets nio låtar under pseudonymen Jesse Oris Farrow. En av dessa, "Fresh Air" blev deras största hitsingel och nådde plats 49 på Billboard Hot 100-listan.

## Låtlista
1. "Wolf Run, Pt. 1" (Jesse Oris Farrow) – 1:12
2. "Just for Love, Pt. 1" (Farrow) – 3:00
3. "Cobra" (John Cipollina) – 4:23
4. "The Hat" (Farrow) – 10:36
5. "Freeway Flyer" (Farrow) – 3:49
6. "Gone Again" (Farrow) – 7:17
7. "Fresh Air" (Farrow) – 5:21
8. "Just for Love, Pt. 2" (Farrow) – 1:38
9. "Wolf Run, Pt. 2" (Farrow) – 2:10

## Listplaceringar
- Billboard 200, USA: #27[1]